# Dernier des Romains

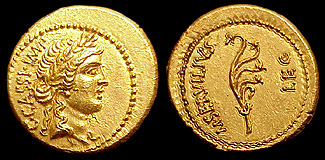
Aureus de Caius Cassius, césaricide défenseur de la République romaine.

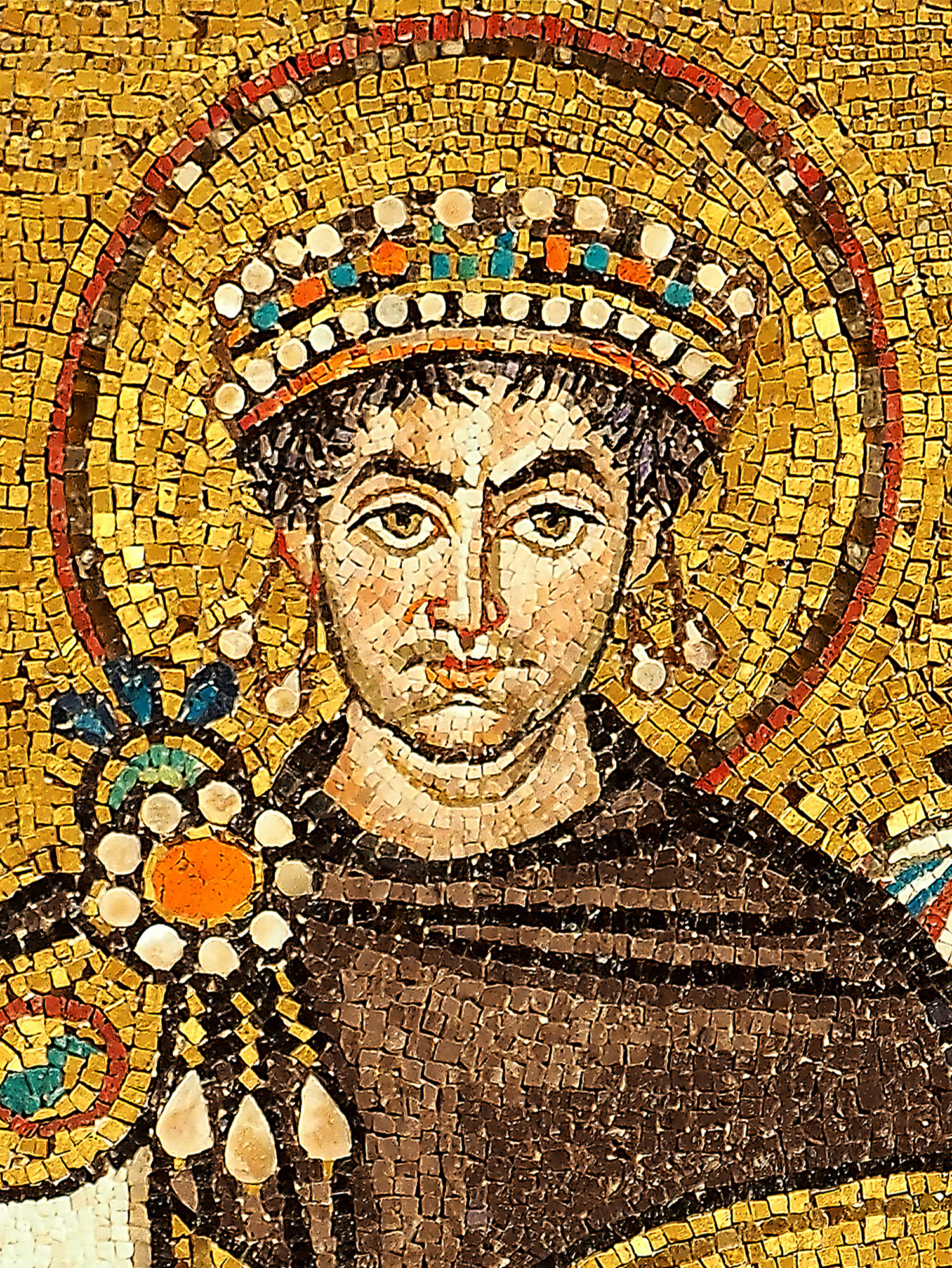
Justinien le Grand, empereur byzantin.

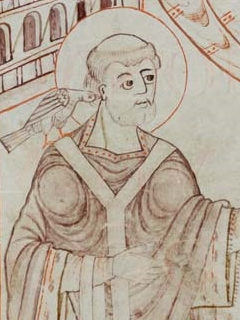
Grégoire Ier, saint et pape.

Le terme Dernier des Romains (latin : Ultimus Romanorum) a été utilisé pour décrire une personne censée incarner les valeurs de la civilisation romaine antique - valeurs qui, par implication, se sont éteintes à sa mort. Il a été utilisé pour décrire un grand nombre d'individus. Le premier exemple enregistré était la description par Jules César de Marcus Junius Brutus comme étant celui avec qui l'ancien esprit romain s'éteindrait.

## Liste des personnes décrites comme le «Dernier des Romains»

### En Méditerranée antique et médiévale
- Caius Cassius Longinus (mort en 42 AEC), ainsi appelé par Brutus et par l'historien Aulus Cremutius Cordus.
- Stilicon, puissant général vandalo-romain du début du Ve siècle[1]. Aussi appelé « le dernier des généraux romains » dans le chapitre XXX de l'Histoire de la décadence et de la chute de l'Empire romain d'Edward Gibbon[2].
- Flavius Aetius (396?–454), un général de la fin de l'Empire romain d'Occident qui défendit les Gaulois contre les Francs et autres barbares, et vainquit Attila dans les Champs catalauniques, près de Châlons, en 451. Son assassinat par Valentinien III paracheva le déclin de l'Empire d'Occident. Nommé ainsi par Procope[1].
- Comte Boniface (mort en 432), général de la fin de l'Empire romain d'Occident. Rival d'Aetius. Ainsi nommé par Procope[1].
- Galla Placidia (388-450), impératrice, épouse de Constance III et mère de Valentinien III, elle fut « la dernière impératrice romaine »[3] et souveraine de facto de l'Empire romain d'Occident de 425 à 437.
- Ambrosius Aurelianus (Ve siècle), un commandant militaire romano-britannique contre l'invasion anglo-saxonne. Appelé par Gildas « de toute la nation romaine, le seul encore vivant dans la confusion de cette époque troublée »[4].
- Boèce (480-525), l'un des derniers grands philosophes de Rome. Il était considéré comme le dernier des Romains et le premier des scolastiques médiévaux par Martin Grabmann. Il est aussi un saint canonisé[5].
- Cassiodore (485-580), homme d'État et écrivain romain[6].
- Gildas (fl. début du VIe siècle), ecclésiastique romano-britannique, écrivain et saint[7].
- Justinien (482–565), deuxième de la dynastie justinienne, et probablement le dernier empereur byzantin à parler le latin comme première langue[8].
- Bélisaire (505?–565), un général largement acclamé de l'Empire byzantin sous Justinien, connu pour sa reconquête de parties de l'Empire d'Occident[9],[10].
- Grégoire le Grand (540?–604), pape influent et natif de Rome[11].
- Desiderius de Cahors (580?–655), aristocrate gallo-romain, évêque et saint[12].
- Saint Euloge de Cordoue (800-859), est connu comme le dernier hispano-romain. Sa famille appartenait à la classe sénatoriale et possédait des terres à Cordoue (Corduba) depuis l'époque romaine.

### En Angleterre
- William Congreve, appelé « Ultimus Romanorum » par Alexander Pope[1].
- Samuel Johnson, appelé « Ultimus Romanorum » par Thomas Carlyle[13].
- Herbert Henry Asquith, « Dernier des Romains » fut utilisé en de nombreuses occasions à son propos après son départ du pouvoir en 1916[14].

### Aux États-Unis
Aux États-Unis, « le dernier des Romains » a été utilisé à de nombreuses reprises au début du XIXe siècle comme épithète pour les dirigeants politiques et les hommes d'État qui ont participé à la révolution américaine, en signant la Déclaration d'indépendance des États-Unis, en prenant part à la guerre d'indépendance, ou en établissant la Constitution des États-Unis.

## Liste des «dernier des Romains» dans un sens plus littéral
- Romulus Augustule (déposé en 476), le dernier empereur romain d'Occident de facto.
- Julius Nepos (mort en 480), le dernier empereur romain d'Occident de jure.
- Ovida (?–480), le dernier commandant romain en Illyricum, vaincu et tué par Odoacre.
- Syagrius (430–486/487), le dernier commandant romain en Gaule (appelé par Grégoire de Tours « Roi des Romains ») avant l'invasion des Francs [16].
- Tibère Petasius (mort en 731), le dernier usurpateur byzantin d'origine italienne alors que le duché de Rome faisait encore partie de l'Empire romain d'Orient.
- Constantin VI (r. 780-797), dernier empereur romain d'Orient à être reconnu universellement (c'est-à-dire y compris en Europe occidentale) comme empereur romain à son époque.
- Llywelyn ap Gruffudd (mort en 1282), le dernier prince du royaume de Gwynedd, le dernier État successeur post-romain (romano-britannique) à tomber en Occident[17].
- Constantin XI Paléologue (1405–1453), empereur byzantin mort en défendant Constantinople face aux Ottomans. Lors de cette victoire, Mehmed II revendiquerait le titre « Kayser-i Rum » (« César des Romains »)
- David II Comnène (mort en 1463), dernier empereur de Trébizonde et de facto dernier empereur romain après Constantin XI.
- Alexandre de Théodoro (mort en 1475), dernier prince de Théodoros et dernier chef byzantin/trébizondien à être conquis par les Ottomans.